# Cormodes darwinii
Cormodes darwinii is een keversoort uit de familie mierkevers (Cleridae). De wetenschappelijke naam van de soort is voor het eerst geldig gepubliceerd in 1860 door Francis Polkinghorne Pascoe. De soort werd aangetroffen op Lord Howe-eiland in de Tasmanzee. Het was een brachypteer insect met erg kleine vleugels en kon niet vliegen, waarschijnlijk als resultaat van evolutie op het afgelegen eiland. Daarom vernoemde Pascoe de soort naar Charles Darwin.
Er zijn sedert bijna een eeuw geen specimens van de soort gevonden en men veronderstelt dat ze uitgestorven is.